# Jitzchak Peretz

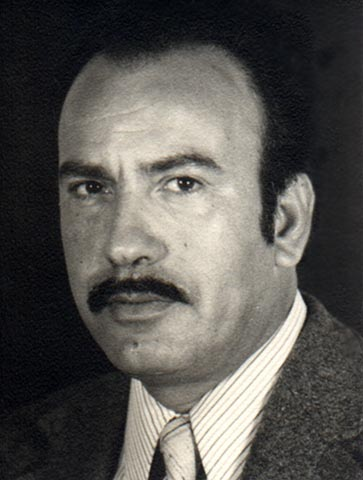
Jitzchak Peretz

Jitzchak Peretz (hebräisch יצחק פרץ; * 3. Juni 1936 in Casablanca, Französisch-Nordafrika im heutigen Marokko; † 17. Oktober 2002) war ein israelischer Politiker und Knessetabgeordneter.

## Leben
Peretz wanderte 1950 nach Israel ein, wo er die Landwirtschaftshochschule Mikwe Israel und später die Bar-Ilan-Universität besuchte. Anschließend arbeitete er von 1957 bis  1963 in Rischon LeZion als Lehrer.
1963 wurde er als Stadtrat von Dimona gewählt und war von 1971 bis 1974 Bürgermeister der Stadt. Für den Likud-Block saß er anschließend von 1974 bis 1988 als Abgeordneter im Knesset. Peretz war vom 28. Juni 1977 bis zum 15. Januar 1979 in der 9. Legislaturperiode bzw. 18. Regierung stellvertretender Minister für Wirtschaft und Handel unter Premierminister Menachem Begin.